# Weißer Riese (Wattenscheid)
Der Weiße Riese ist eine hauptsächlich aus Eigentumswohnungen bestehende Wohnanlage in Bochum-Wattenscheid-Mitte.

## Geschichte
Die Anlage wurde im Jahre 1971 auf dem Gelände einer ehemaligen Schrebergartenkolonie fertiggestellt. Sie besteht aus 18 Gebäuden mit 3 bis 12 Geschossen und ca. 300 Wohneinheiten unterschiedlicher Größe (39 bis 142 Quadratmeter). Die Gebäude sind mit weißen Platten verkleidet, weshalb die Anlage zu ihrem Namen kam.

## Gebäude

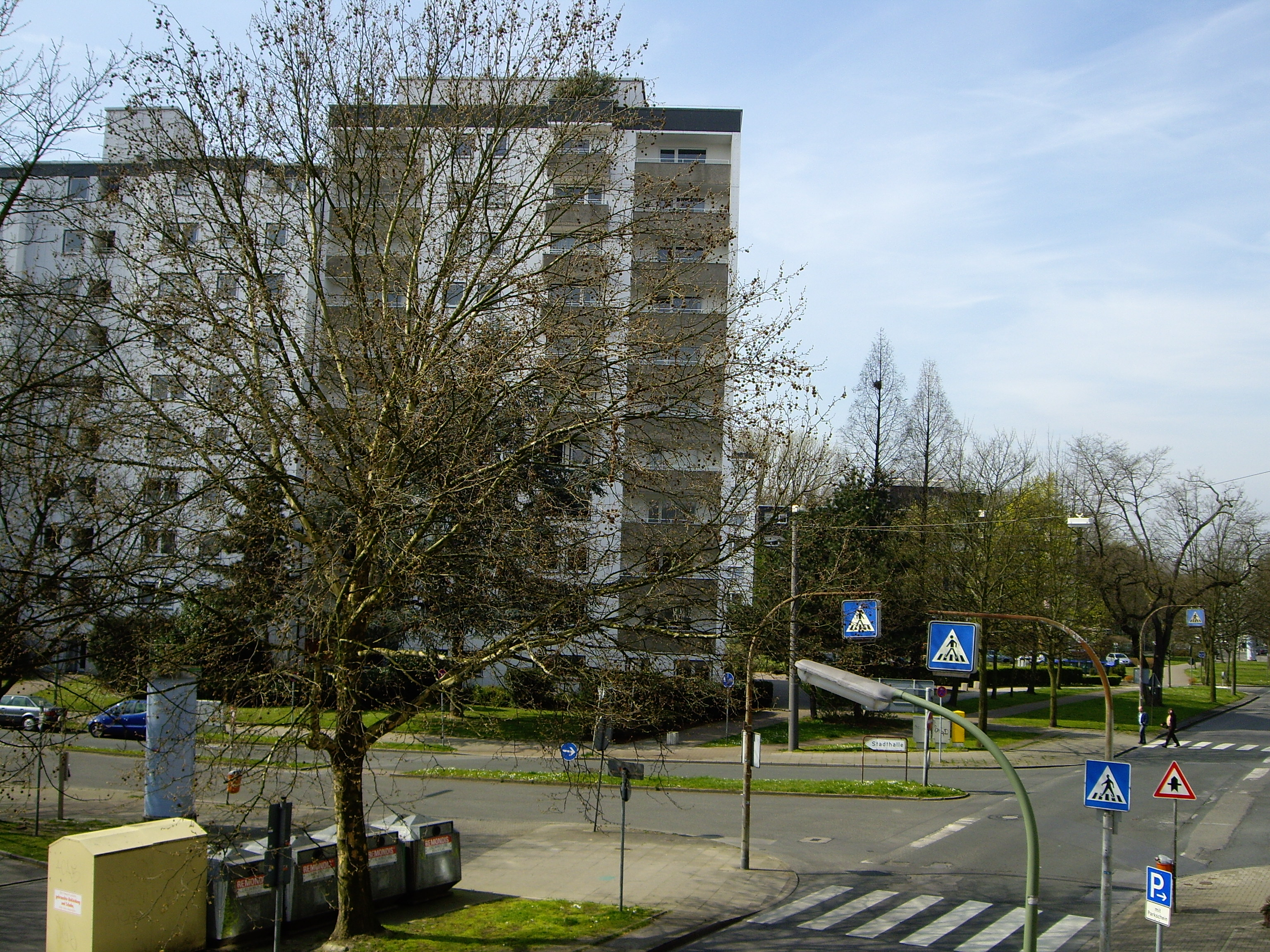
Gebäude Gertrudenhof 1 von Osten gesehen, links anschließend Gertrudenhof 3

Von oben betrachtet umgeben große Teile der Gebäude einen Innenhof (den Gertrudenhof), in dem sich ein Kindergarten und ein Spielplatz befinden. Weitere Gebäude bilden einen Flügel, der nach Süden abzweigt. Fast alle Gebäude sind zu Häuserzeilen verbunden. Eine Ausnahme bildet ein Block aus zwei Gebäuden im inneren Teil der Anlage, der nicht mit den übrigen 16 Gebäuden verbunden ist.

## Lage
Im Norden wird die Wohnanlage durch die Propst-Hellmich-Promenade begrenzt, hinter der sich in kurzer Entfernung die Einkaufsstraße von Wattenscheid anschließt. Im Osten wird die Grenze durch die Saarlandstraße definiert, hinter der die Märkische Schule sowie die Stadthalle liegen. Die südliche Grenze wird durch einen Friedhof bestimmt. Im Westen befindet sich eine Wiese, unter der Pumpanlagen von Aquella-Mineralwasser liegen.